# شهرستان اومسئونگ
شهرستان اومسئونگ (به لاتین: Eumseong County) یک منطقهٔ مسکونی در کره جنوبی است که در چونگچیونبوک-دو واقع شده‌است. شهرستان اومسئونگ ۵۲۱٫۰۵ کیلومتر مربع مساحت و ۹۷٬۲۱۱ نفر جمعیت دارد.